# つぶグミ

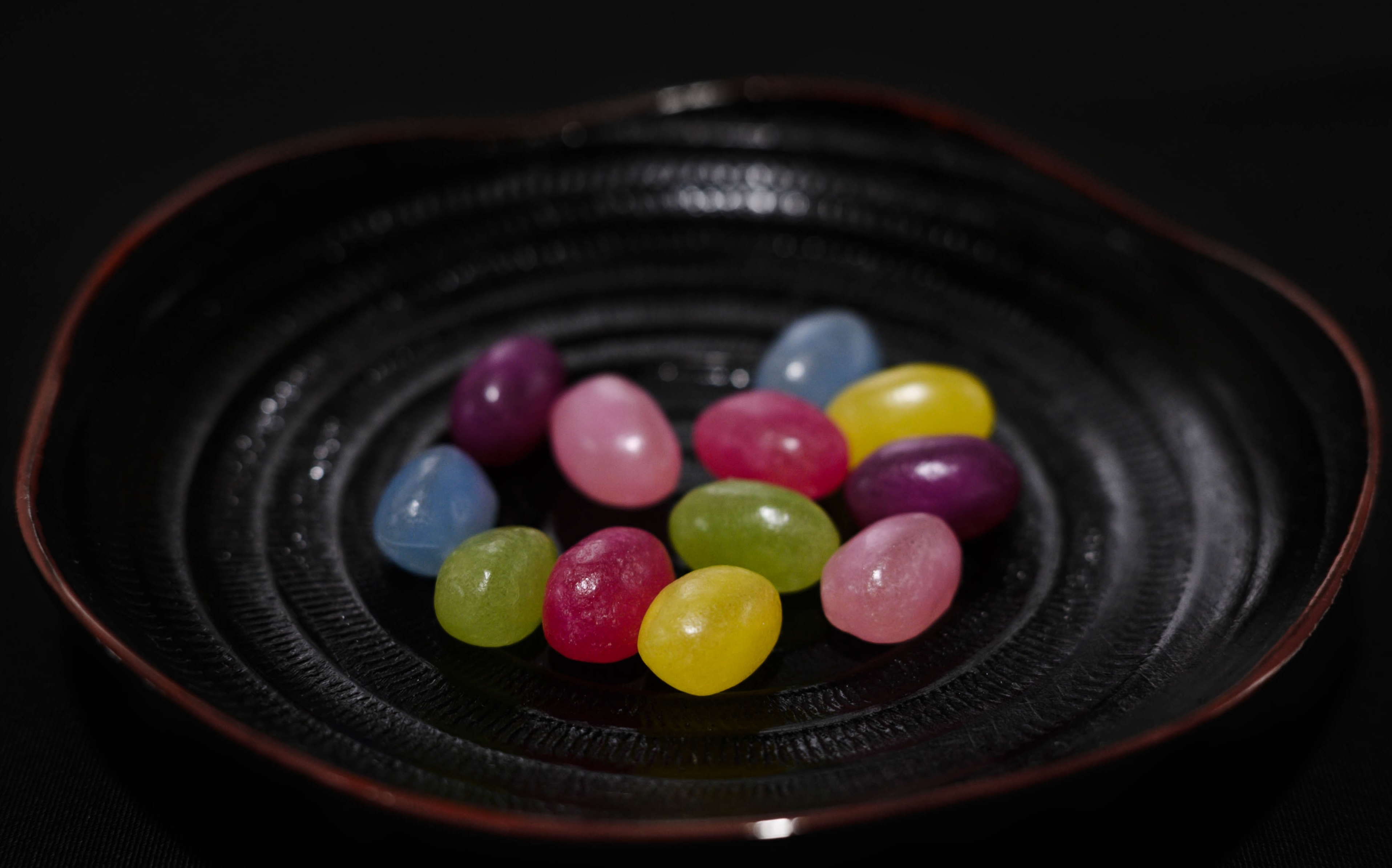
6種のつぶグミ。グレープ・アップル・マスカット・ピーチ・グレープフルーツ・サイダー。

つぶグミは、春日井製菓が1994年から発売しているキャンディー（グミ）。レギュラー商品のキャッチフレーズは「弾む硬め食感」である。

## 商品

### レギュラー商品（2024年6月現在）
- つぶグミ
  - 5種類のフルーツの味。
  - ●グレープ・●アップル・●マスカット・●ピーチ・●グレープフルーツ
- つぶグミソーダ
  - 5種類の炭酸飲料をイメージしている。
  - ●ジンジャーエール・●コーラ・●メロンソーダ・●サイダー・●グレープソーダ

### 期間限定商品
- つぶグミバカンス！
  - 南国のイメージ。
  - ●ライチ・●キウイ・●マンゴー・●パイナップル・●パッションフルーツ
- つぶグミリフレッシュ
  - ●グレープフルーツミント・●ライムミント・●ソーダミント
- つぶグミヨーグルト
  - 過去は「つぶグミ 乳酸菌ヨーグルト味」という名称だった。
  - ●白桃ヨーグルト・●いちごヨーグルト・●ブルーベリーヨーグルト・●アロエヨーグルト・●ヨーグルト
- つぶグミカタイソーダ
  - 2024年2月発売。「かみごたえのある裏の顔」のフレーズとともに、「つぶグミ」の文字が反転している。5種の並びも「つぶグミソーダ」の逆順。
  - ●グレープソーダ・●サイダー・●メロンソーダ・●コーラ・●ジンジャーエール
  - 2024年10月の発売時は、文字の反転はなくなり、5種の順序も「つぶグミソーダ」と同様になった。
  - ●ジンジャーエール・●コーラ・●メロンソーダ・●サイダー・●グレープソーダ
- つぶグミスッパイソーダ
  - 2023年2月発売。
  - 「つぶグミ史上最高のすっぱさ」と銘打っている。
  - ●ジンジャーエール・●コーラ・●メロンソーダ・●サイダー・●グレープソーダ
- つぶグミ青夏ソーダ
  - 2020年5月発売。
  - 手書きの字体で、青春のイメージ。
  - ●きゅんとレモンソーダ・●はじけるオレンジソーダ・●ほろにがライムソーダ
- つぶグミサンダー
  - 2017年12月発売。
  - ●ライム・●オレンジ・●グレープ・●レモン・●グレープフルーツ
- つぶグミ 塩アソート
  - ●ソルティキウイ・●ソルティレモン・●ソルティライチ
- つぶグミ 応援！五種アソート
  - 塩アソートと同様、塩分が多めのシリーズ。
  - 2021年6月発売。
  - ●スポーツドリンク・●レモン・●エナジードリンク・●キウイ・●ウメ
- つぶグミ ホワイト
  - ●白いちご・●白ぶどう・●ホワイトソーダ
- 雪降るつぶグミ ほんのり雪化粧
  - 2023年12月発売。つぶグミ ホワイトの後継。
  - ●白桃・●ホワイトソーダ・●白ぶどう
  - 2024年12月は以下のように変更された。
  - ●白いちご・●ホワイトソーダ・●白ぶどう
- つぶグミ 不思議なジュースバー
  - 2022年4月発売。
  - ●ピーチ・●オレンジ・●パイン・●スウィーティー・●ライチ
- つぶグミ 花咲くアソート
  - パッケージを太陽に透かすと花が咲いているように見える。
  - グミ本体には花をイメージした斑の模様が施されている。
  - ●さくらんぼ・●レモン・●ソーダ
- つぶグミ 変身パーティー
  - 2019年9月発売。
  - ハロウィンをイメージしたもの。
  - ●ゾンビブルー（ソーダ味）・●ミイラグリーン（青りんご味）・●魔女イエロー（グレープフルーツ味）
- つぶグミ 秘密のメッセージ付き
  - 2023年9月発売。
  - ハロウィンをイメージしたもの。他の年にも9月に同種の商品が発売されている。
  - ●コーラ・●グレープソーダ・●ジンジャーエール
- つぶグミ 光を纏いし5つの秘宝
  - ロールプレイングゲームのイメージ。
  - ●レモン・●グレープ・●ジンジャーエール・●ウメ・●グレープフルーツ
- つぶグミ パステルアート
  - 花咲くアソートと同様、グミ本体は斑模様。
  - ●ピーチ・●ソーダ・●さくらんぼ
- つぶグミ いろどりアソート
  - 2020年4月発売。
  - ●さくらんぼ・●白桃・●りんご・●青りんご・●ソーダ
- つぶグミ 和ソーダ
  - ●ゆずソーダ・●梅ソーダ・●和梨ソーダ
- つぶグミ 運命のひとつぶ
  - ●ホワイトソーダ・●レモンソーダ・●グレープソーダ
- つぶグミ オールスターズ
  - 2019年9月3日のグミの日に合わせて発売。これまでの商品のうち商品開発部メンバーが厳選した5種。
  - ●柚子ソーダ・●グレープ・●ヨーグルト・●コーラ・●サンダーウメ
- つぶグミPINK
  - ●グレープ・●アップル・●マスカット・●ピーチ・●グレープフルーツ
- つぶグミ 濃厚赤い果実
  - 2020年2月発売。
  - ●赤ぶどう・●ストロベリー・●アップル
- つぶグミ パーティーアソート Fruits & Soda
  - 10種類が一袋に入ったもの。
  - ●グレープ・●アップル・●マスカット・●ピーチ・●グレープフルーツ・●コーラ・●メロンソーダ・●サイダー・●グレープソーダ・●ホワイトソーダ・●エナジードリンク
- つぶグミ パーティーアソート Fruits & Thunder
  - 10種類が一袋に入ったもの。
  - ●グレープ・●アップル・●マスカット・●ピーチ・●グレープフルーツ・●コーラ・●メロンソーダ・●レモンサンダー・●グレープフルーツサンダー・●ウメサンダー・●ジンジャーエールサンダー・●グレープサンダー

### プレミアム商品
2020年以降に発売。主にコンビニエンスストアで売られており、小売価格は通常商品よりも高めに設定されている。通常商品と異なりパッケージは正方形に近い。
- つぶグミPREMIUM 濃厚メロン
  - 2022年4月発売。
  - ●レッドメロン・●グリーンメロン・●ハネデューメロン
  - 2024年4月発売の際には以下のようにリニューアルされた。
  - ●マスクメロン・●ハネデューメロン・●富良野メロン
- つぶグミPREMIUM 濃厚ぶどう
  - ●マスカットオブアレキサンドリア・●巨峰・●カベルネソーヴィニヨン
- つぶグミPREMIUM 濃厚梨
  - 2022年12月発売。2024年10月に再発売。
  - ●ラフランス・●幸水・●二十世紀梨
- つぶグミPREMIUM 濃厚桃
  - 2020年9月発売。
  - ●白桃・●黄桃・●すもも
- つぶグミPREMIUM 濃厚オレンジ
  - 2021年3月発売。
  - ●ブラッドオレンジ・●バレンシアオレンジ・●マンダリンオレンジ
- つぶグミPREMIUM 濃厚もも
  - 2022年9月発売。上記商品のリニューアル版として、「もも」の表記はひらがなに変わった。
  - ●国産黄金桃・●白桃・●すもも
  - 2025年2月の発売時。白桃の色が変わった。
  - ●黄金桃・●白桃・●すもも
- つぶグミPREMIUM 濃厚キウイ
  - ●グリーンキウイ・●ゴールデンキウイ・●レッドキウイ
- つぶグミPREMIUM 濃厚りんご
  - ●シナノゴールド・●ふじ・●王林
- つぶグミPREMIUM 濃厚マンゴー
  - 2023年5月発売。
  - ●アップルマンゴー・●アルフォンソマンゴー・●ペリカンマンゴー
- つぶグミPREMIUM 濃厚柑橘
  - 2021年11月発売。
  - ●和歌山県産温州みかん・●和歌山県産はっさく・●高知県産ゆず
  - 2024年7月再発売。ラインナップは大きく変更されている。
  - ●ピンクグレープフルーツ・●グレープフルーツ・●スウィーティー
- つぶグミPREMIUM 濃厚いちご
  - 2024年11月発売。
  - ●とちあいか・●白いちご・●あまおういちご
- つぶグミ チョコの贅沢
  - フルーツ味のつぶグミの外側にチョコレートがコーティングされている。そのため他の商品よりも粒が大きめである。
  - ●マスカット×マイルドチョコ・●ピーチ×ホワイトチョコ・●グレープ×ビターチョコ
- つぶグミRefresh
  - 上述の「つぶグミリフレッシュ」の後継として2024年5月に発売。プレミアム商品の形状になっている。
  - ●ミント・●ソーダミント・●シトラスミント
- つぶグミデカイソーダ
  - 大きさが1.7倍となったもの。2024年6月発売。
  - ●サイダー・●ジンジャーエール・●コーラ・●メロンソーダ・●グレープソーダ

### コラボレーション商品
- つぶグミ スッパイマン
  - 2023年6月発売。上間菓子店が販売する干し梅「スッパイマン」とのコラボレーション商品。
  - ●甘ずっぱ梅・●甘梅・●塩梅
- つぶグミ ライフガード
  - チェリオコーポレーションが販売する炭酸飲料「ライフガード」とのコラボレーション商品。
  - ●●●ライフガード
- つぶグミ ウォーリーをさがせ!
  - 2017年2月発売。
  - 絵本のシリーズ「ウォーリーをさがせ!」とのコラボレーション。パッケージにウォーリーとつぶグミちゃんが隠れている。
  - ●ヨーグルト・●いちごヨーグルト
- つぶグミ 大学生協限定
  - 2018年11月発売。
  - 大学生の投票により3つの味が選ばれた。
  - ●ピーチ×アップル・●サンダー×エナジードリンク・●グレープフルーツ×ソーダ
- つぶグミ GOOD M!X
  - 2024年4月発売。
  - 後述のイメージソングを歌うユニットGOOD M!Xとのコラボレーション。メンバー6名のカラーに合わせて「つぶグミ」の5種に「つぶグミソーダ」のサイダー味を加えた6種類のアソート。
  - パッケージは全8種。それらを合わせた「つぶグミGOODM!Xコンプリートボックス」が限定販売された。
  - ●グレープ・●アップル・●マスカット・●ピーチ・●グレープフルーツ・●サイダー

### アソート商品
- つぶグミ フルーツ＆ソーダ！ ファミリーパック
  - 通常商品の「つぶグミ」と「つぶグミソーダ」がそれぞれ4袋ずつ入っている。
- つぶグミ GUMMIT
  - グミのイベント「GUMMIT」限定の商品。
  - 「つぶグミソーダ」と「つぶグミ和ソーダ」が一袋ずつ入ったパック。

### その他
- つぶグミのもと
  - コーティングする前の中身。通常商品の5種のうちの3種。
  - ●マスカット・●グレープ・●アップル
- つぶグミのもと ソーダ
  - 同上のソーダ版。
  - ●サイダー・●ジンジャーエール・●コーラ

## キャラクター
2008年より、各色のグミをイメージした「つぶグミちゃん」がパッケージに描かれている。

## イメージソング

### カモン・ミックス!（GOODM!X）
つぶグミ30周年企画として、2024年2月14日にハロー!プロジェクトの6グループから選抜されたメンバーによるユニット「GOODM!X」による楽曲「カモン・ミックス!」が配信された。そのメンバーは以下の6名。
- ●岡村ほまれ（モーニング娘。'24）
- ●橋迫鈴（アンジュルム）
- ●有澤一華（Juice=Juice）
- ●河西結心（つばきファクトリー）
- ●西田汐里（BEYOOOOONDS）
- ●北原もも（OCHA NORMA）

### ワタシ・プレミアム（GOODM!X PREMIUM)
2025年2月6日、以下の7名のユニット「GOODM!X PREMIUM」による楽曲「ワタシ・プレミアム」がYouTubeにて先行公開され、同14日より配信された。
- ●岡村ほまれ（モーニング娘。'25）
- ●橋迫鈴（アンジュルム）
- ●有澤一華（Juice=Juice）
- ●河西結心（つばきファクトリー）
- ●西田汐里（BEYOOOOONDS）
- ●北原もも（OCHA NORMA）
- ●橋田歩果（ロージークロニクル）

## 漫画
つぶグミの誕生30周年を記念して行われた「つぶ＆ピースプロジェクト」の一環として、2024年10月15日発売の『月刊コロコロコミック』（小学館）11月号にて読み切りの漫画を掲載。漫画は秋野ハロが担当。ギャグ漫画として描かれている。